# 奇拉山脈
奇拉山脈是秘魯的山脈，由阿雷基帕大區負責管轄，距離阿雷基帕95公里，屬於安第斯山脈的一部分，全長80公里，最高點海拔高度5,654米。